# 27312 Sconantgilbert
27312 Sconantgilbert este o planetă minoră (asteroid), cu un diametru de 7 km, din centura de asteroizi. A fost descoperită pe 6 ianuarie 2000 la Stația Anderson Mesa de Lowell Observatory Near-Earth-Object Search. 
Obiectul prezintă o orbită caracterizată de o semiaxă mare de 2,61001 UAi, o excentricitate de 0,07, o înclinație de 7,374 ° în raport cu ecliptica.